# Ożaglowanie łacińskie
Ożaglowanie łacińskie – rodzaj ożaglowania z trójkątnym żaglem przymocowanym do długiej ukośnej rejki. Rejka zamocowana jest do masztu niesymetrycznie: jej przednia – krótsza – część umocowana jest w okolicach dziobu.

Żagiel łaciński
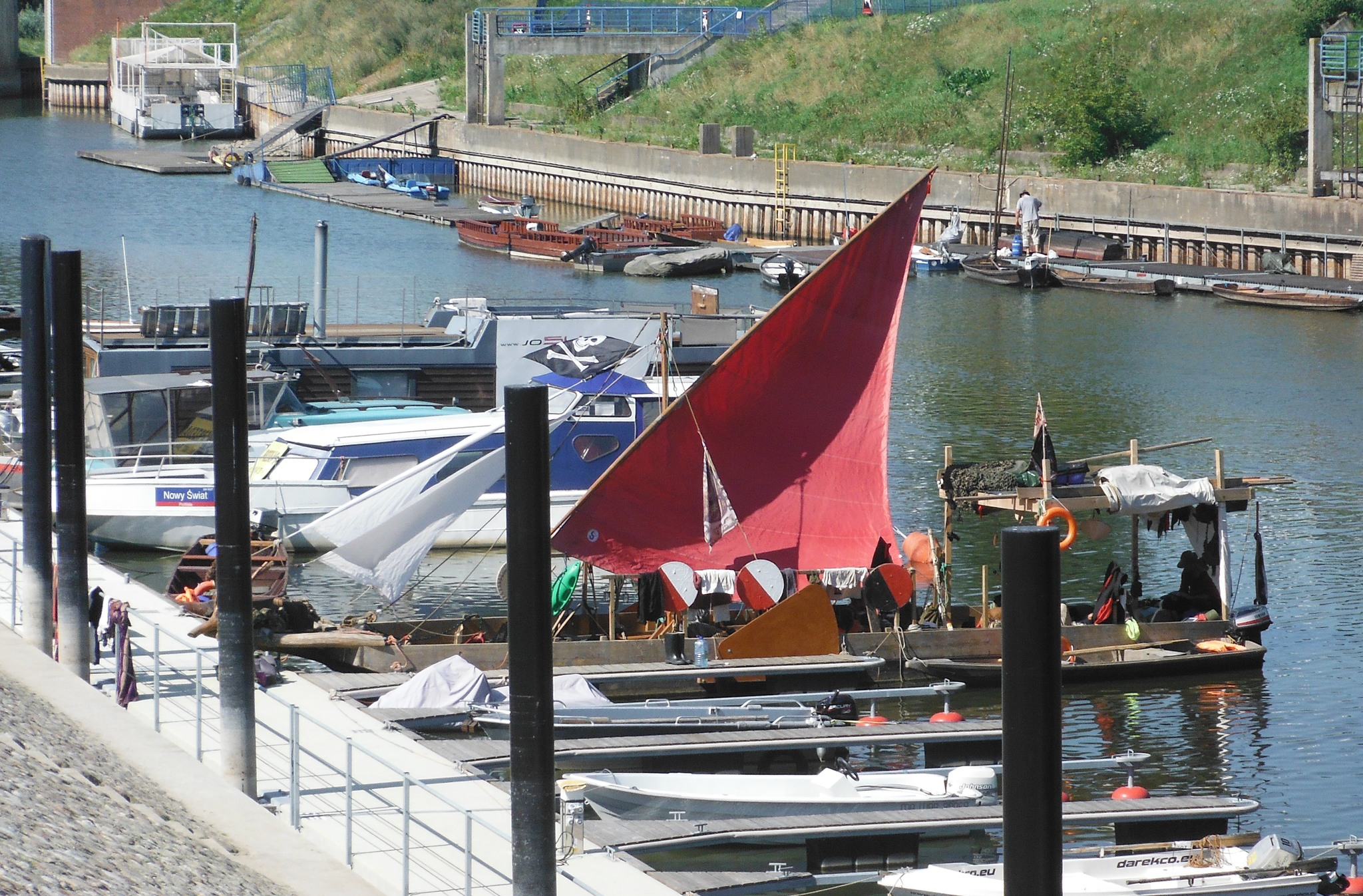
Drewniany galar z ożaglowaniem łacińskim